# سگ‌دست

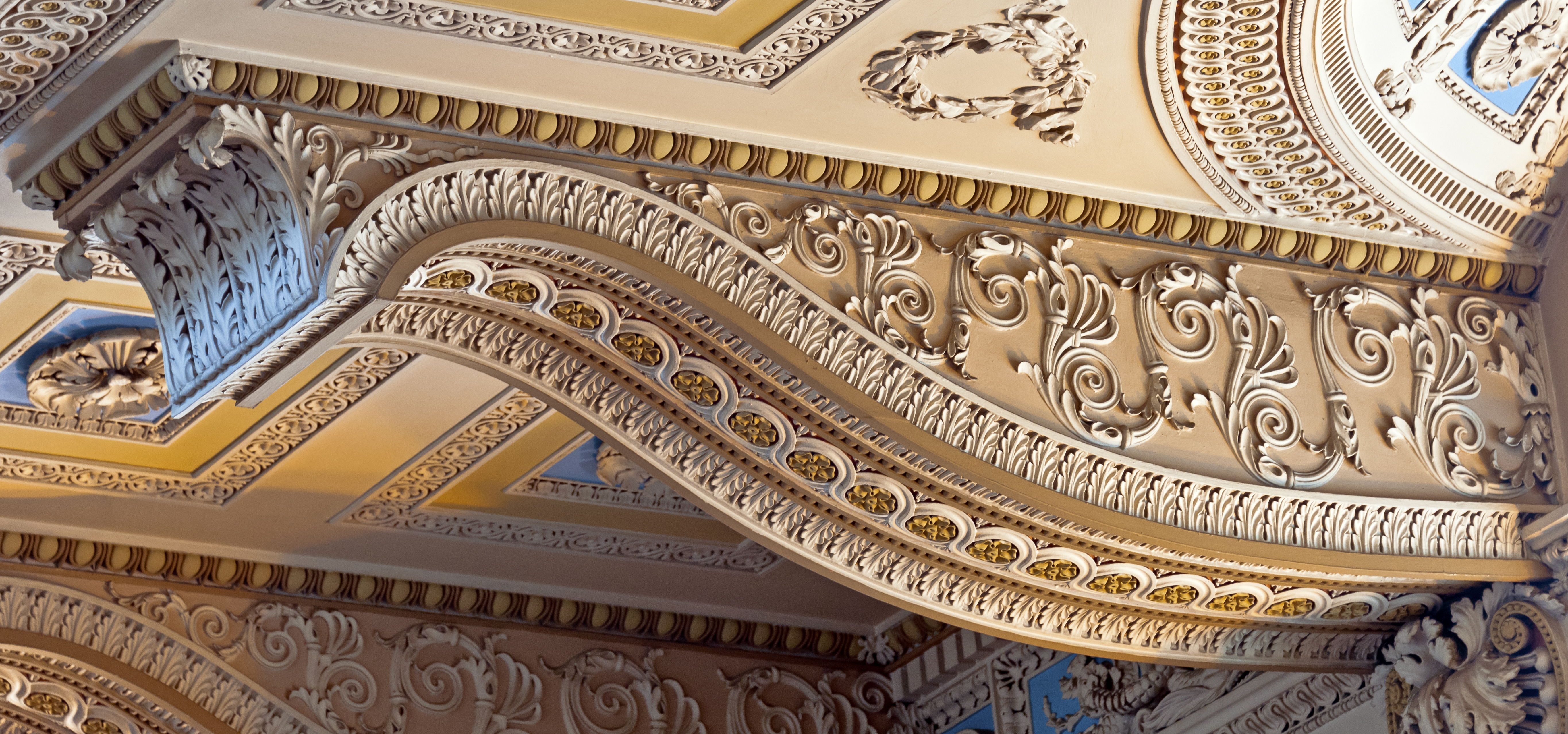
Ceiling bracket detail at chapel, Greenwich Hospital, London

سگ‌دست (انگلیسی: Bracket) در معماری، عنصری است «ساختاری یا تزئینی که معمولاً برای تحمل وزن و گاهی [به ویژه] برای تقویت زاویه، از دیوار بیرون می‌زند.» سگ‌دست‌ها «بسته به شرایط و مصالح پایهٔ یک سازه» می‌تواند از چوب، سنگ، گچ، فلز یا سایر مصالح مرسوم باشد. پتکانه، گونه‌ای از سگ‌دست محسوب می‌شود. برخی از سگ‌دست‌ها و پتکانه‌ها فقط تزیینی بوده و هیچ هدف حمایتی واقعی در سازه ندارند.

## نگارخانه

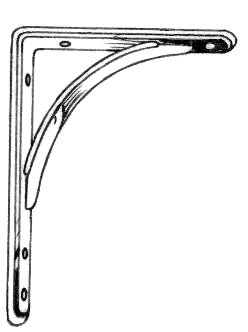
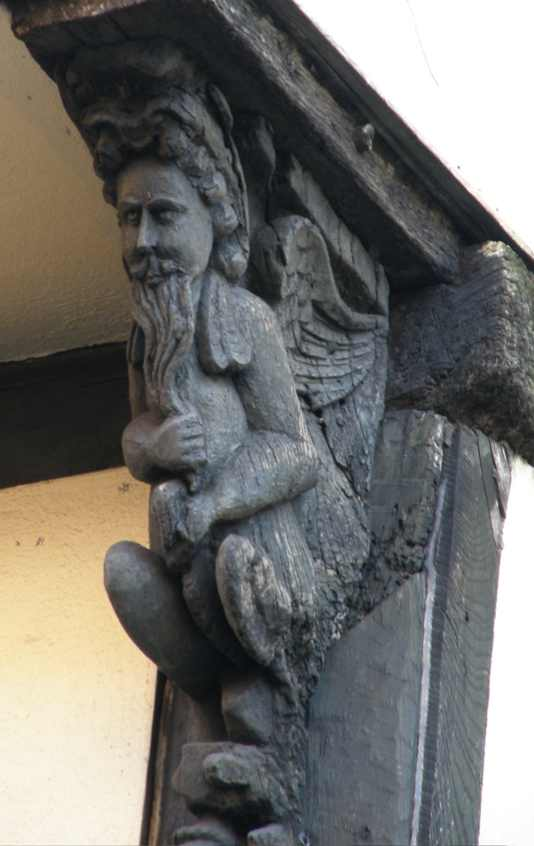